# A-League Men 2023-2024
L'A-League Men 2023-2024 è stata la 19ª edizione della A-League, la massima serie del campionato australiano, iniziata il 20 ottobre 2023 e terminata il 25 maggio 2024.
Il C.C. Mariners è la squadra campione in carica, avendo vinto il suo secondo titolo nazionale nella stagione 2022-2023, e si è riconfermato conquistando il terzo campionato della sua storia.

## Stagione

### Formato
Il campionato si compone di due fasi: la stagione regolare e la fase finale per l'assegnazione del titolo. Nel corso della stagione regolare le 12 squadre si affrontano due volte con una partita in casa e una in trasferta, più altre quattro partite, due in casa e due in trasferta, per un totale di 26 giornate. Al termine della stagione regolare le prime 6 classificate accedono alla fase finale e le prime tre classificate accedono alla AFC Champions League 2025: le prime due direttamente alla fase a gironi, mentre la terza classificata al secondo turno preliminare. 
Nella fase finale le prime due classificate nella stagione regolare accedono direttamente alle semifinali. Nel primo turno in partita unica la terza classificata nella stagione regolare affronta la sesta, mentre la quarta affronta la quinta. Nelle semifinali la prima classificata affronta la vincente del primo turno col peggior piazzamento nella stagione regolare, mentre la seconda affronta quella col miglior piazzamento. Anche semifinali e finale si giocano in gara unica. La vincitrice della finale vince il campionato.

## Squadre partecipanti
| Club               | Città            | Stadio                                          | Stagione precedente   |
| ------------------ | ---------------- | ----------------------------------------------- | --------------------- |
| Adelaide Utd       | Adelaide         | Hindmarsh Stadium                               | 4º posto in A-League  |
| Brisbane Roar      | Brisbane         | Lang Park                                       | 4º posto in A-League  |
| C.C. Mariners      | Gosford          | Central Coast Stadium                           | 5º posto in A-League  |
| Macarthur          | Campbelltown     | Campbelltown Stadium                            | 7º posto in A-League  |
| Melbourne City     | Melbourne        | Melbourne Rectangular Stadium                   | 1º posto in A-League  |
| Melbourne Victory  | Melbourne        | Docklands Stadium Melbourne Rectangular Stadium | 2º posto in A-League  |
| Newcastle Jets     | Newcastle        | International Sports Centre                     | 9º posto in A-League  |
| Perth Glory        | Perth            | Perth Oval                                      | 12º posto in A-League |
| Sydney FC          | Sydney           | Leichhardt Oval                                 | 8º posto in A-League  |
| Wellington Phoenix | Wellington (NZL) | Wollongong Showground                           | 6º posto in A-League  |
| Western Utd        | Melbourne        | Kardinia Park                                   | Campione d'Australia  |
| Western Sydney     | Sydney           | Stadium Australia Sydney Showground Stadium     | 10º posto in A-League |

## Stagione regolare

### Classifica
|       | Pos. | Squadra            | Pt | G  | V  | N  | P  | GF | GS | DR  |
| ----- | ---- | ------------------ | -- | -- | -- | -- | -- | -- | -- | --- |
|       | 1.   | C.C. Mariners      | 55 | 27 | 17 | 4  | 6  | 49 | 27 | +22 |
|       | 2.   | Wellington Phoenix | 53 | 27 | 15 | 8  | 4  | 42 | 26 | +16 |
|       | 3.   | Melbourne Victory  | 42 | 27 | 10 | 12 | 5  | 43 | 33 | +10 |
| [ 2 ] | 4.   | Sydney FC          | 41 | 27 | 12 | 5  | 10 | 52 | 41 | +11 |
|       | 5.   | Macarthur          | 41 | 27 | 11 | 8  | 8  | 45 | 48 | -3  |
|       | 6.   | Melbourne City     | 39 | 27 | 11 | 6  | 10 | 50 | 38 | +12 |
|       | 7.   | Western Sydney     | 37 | 27 | 11 | 4  | 12 | 44 | 48 | -4  |
|       | 8.   | Adelaide Utd       | 32 | 27 | 9  | 5  | 13 | 52 | 53 | -1  |
|       | 9.   | Brisbane Roar      | 30 | 27 | 8  | 6  | 13 | 42 | 55 | -13 |
|       | 10.  | Newcastle Jets     | 28 | 27 | 6  | 10 | 11 | 39 | 47 | -8  |
|       | 11.  | Western Utd        | 26 | 27 | 7  | 5  | 15 | 36 | 55 | -19 |
|       | 12.  | Perth Glory        | 22 | 27 | 5  | 7  | 15 | 46 | 69 | -23 |

Legenda:
      Ammessa alla AFC Champions League 2024-2025
      Ammessa alla AFC Champions League 2 2024-2025
 Ammessa al Grand Final.
Note:
Tre punti a vittoria, uno a pareggio, zero a sconfitta.
La classifica viene stilata secondo i seguenti criteri:
- Punti conquistati
- Differenza reti generale
- Reti totali realizzate
- Punti conquistati negli scontri diretti
- Differenza reti negli scontri diretti
- Minor numero di cartellini rossi ricevuti
- Minor numero di cartellini gialli ricevuti
- Sorteggio

## Grand Final

### Tabellone
|  | Quarti di finale | Quarti di finale        | Quarti di finale |  |  | Semifinali | Semifinali         | Semifinali | Semifinali        |   |  | Finale | Finale        | Finale |  |
|  |                  |                         |                  |  |  |            |                    |            |                   |   |  |        |               |        |  |
|  | 4                | Sydney FC               | 4                |  |  |            |                    |            |                   |   |  |        |               |        |  |
|  | 5                | Macarthur               | 0                |  |  | 4          | Sydney FC          | 1          | 0                 |   |  |        |               |        |  |
|  |                  |                         |                  |  |  | 1          | C.C. Mariners      | 2          | 0                 |   |  |        |               |        |  |
|  |                  |                         |                  |  |  |            |                    |            |                   |   |  | 1      | C.C. Mariners | 3      |  |
|  | 3                | Melbourne Victory (dtr) | 1 (3)            |  |  |            |                    | 3          | Melbourne Victory | 1 |  |        |               |        |  |
|  | 6                | Melbourne City          | 1 (2)            |  |  | 3          | Melbourne Victory  | 0          | 2                 |   |  |        |               |        |  |
|  |                  |                         |                  |  |  | 2          | Wellington Phoenix | 0          | 1                 |   |  |        |               |        |  |

## Statistiche

### Classifica marcatori
| Gol |  |  | Giocatore                 | Squadra                |
| --- |  |  | ------------------------- | ---------------------- |
| 20  |  |  | Adam Taggart              | Perth Glory            |
| 18  |  |  | Bruno Fornaroli           | Melbourne Victory      |
| 17  |  |  | Apostolos Stamatelopoulos | Newcastle Jets         |
| 15  |  |  | Hiroshi Ibusuki           | Adelaide United        |
| 13  |  |  | Tolgay Arslan             | Melbourne City         |
| 13  |  |  | Kosta Barbarouses         | Wellington Phoenix     |
| 13  |  |  | Ángel Torres              | Central Coast Mariners |
| 12  |  |  | Valère Germain            | Macarthur FC           |
| 11  |  |  | Fábio Gomes               | Sydney FC              |
| 11  |  |  | Joe Lolley                | Sydney FC              |